# کاربنادو (واشینگتن)
کاربنادو (به انگلیسی: Carbonado) یک منطقهٔ مسکونی در ایالات متحده آمریکا است که در شهرستان پیرس، واشینگتن واقع شده‌است. کاربنادو ۱٫۰۸ کیلومتر مربع مساحت و ۶۱۰ نفر جمعیت دارد و ۳۶۳ متر بالاتر از سطح دریا واقع شده‌است.